# Трубчатые и орлеанские гибриды
Трубчатые и орлеанские гибриды (англ. Trumpet and Aurelian hybrids) — VI раздел сортов лилий сложного гибридного происхождения по классификации третьего издания Международного регистра лилий.

## Биологическое описание
В эту группу входят гибриды и садовые формы, происходящие от следующих видов и межвидовых гибридов: Lilium ×aurelianense, Lilium brownii, Lilium ×centigale, Lilium henryi, Lilium ×imperiale, Lilium ×kewense, Lilium leucanthum, Lilium regale, Lilium rosthornii, Lilium sargentiae, Lilium sulphureum и Lilium ×sulphurgale (но за исключением гибридов L. henryi со всеми видами перечисленными в разделе VII). Орлеанские гибриды получены из комбинации L. henryi и Трубчатых гибридов.
Цветки от средних до больших размеров, разнообразной формы. Цветки белые, кремовые, жёлтые до оранжевого или розового цвета, часто с контрастной звездообразной окраской горла и / или с полосами цвета снаружи. Трубчатые гибриды гетерозиготны по признаку окраски венчика. Трубчатые лилии обычно душистые, без маркировки; другие типы часто с пятнистостю в виде небольших полос в основании.
Растения склонные к самофертильности у Трубчатых лилий встречаются редко. Для этой культуры, как перекрестника, наиболее типична самостерильность растений, служащая основным препятствием на пути создания гомозиготных линий. Для создания инбредных линий наиболее подходящим способом являются сестринские скрещивания. Наиболее эффективным методом получения полиплоидных форм является обработка чешуй луковиц 0,05 % водным раствором колхицина в течение одного часа.

## Классификация
Внутри раздела выделяют 3 группы сортов: а — с цветками, направленными вверх; в — с цветками, направленными в стороны; с — с цветками, направленными вниз.

## Селекция
Трубчатые гибриды являются одной из самых ценных групп лилий. В настоящее время число сортов Трубчатых лилий по количеству уступает лишь сортам Азиатских гибридов. Ряд декоративных качеств — чистота окраски, красота форм цветков, а также их аромат неизменно привлекают внимание, а потенциальные генетические возможности делают виды, разновидности и гибриды ценным материалом для селекции. Основными направлениями работы с Трубчатыми и Орлеанскими гибридами является создание высокодекоративных сортов с ослабленным ароматом, устойчивых к заболеваниям, повышение их зимостойкости и коэффициента размножения.
Селекционная работа с Трубчатыми гибридами лилий направлена на создание сортов-стрейнов (линий) путём селекционного подбора родительских пар. Одним из ценных качеств данных гибридов является высокая фертильность, дающая возможность размножать их семенами. Трубчатые гибриды имеют низкий коэффициент вегетативного размножения, поэтому создание сортов-стрейнов позволит решить проблему дефицита посадочного материала. Трубчатые гибриды в большинстве своем самостерильны, поэтому для создания инбредных линий наиболее подходящим способом являются сестринские скрещивания. Из исходного материала отбираются растения, похожие по фенотипу и проводятся первые скрещивания. Потомство от этих скрещиваний, как правило, сильно различается по окраске околоцветника. При визуальном отборе выбраковываются семьи, в которых сеянцы по декоративным качествам уступают родительским формам. В остальных семьях отбираются здоровые сеянцы с одинаковой окраской, формой цветка, высотой растения, а также с одним сроком цветения, после чего проводятся сибс скрещивания или насыщающие. В F2 отбираются лучшие растения и снова проводятся сибс скрещивания. Данная работа проводится на протяжении 3—5 поколений. В каждом поколении семья распадается на несколько новых производных. Далее выбираются одинаковые растения в различных семьях (не родственных) и опыляются друг с другом. Потомство от этих скрещиваний должно быть более сильным, чем родительские растения, хотя возможно небольшое расщепление по окраске околоцветника, так как достигнуть полной гомозиготности при сестринских скрещиваниях не удаётся.

## История
В 1919 году в сельскохозяйственном колледже в Онтарио Изабеллой Престон (I. Preston) от скрещивания L. sargentiae с L. regale был получен сорт 'George С. Creelman' (Jefferson-Brown M.J., 1965). Он был первым в группе Трубчатых лилий.
Позднее на фирме Орегон Балб Фарм (Oregon Bulb Farm) произвели Olympic Hybrids и стрейны (линии): Green Magic, Green Mountain и Emerald, а также известные сорта: 'Black Magic', 'Black Dragon'.
В середине XX века селекционеры многих стран занимались гибридизацией Трубчатых и Орлеанских гибридов: в США — Л. Фрейман (L. Freimann), К. Йерекс (С. Yerex), Ф. Абби (F. Abbey), Ян де Граф (Y. De Graaff), Л. Вудриф (L.Woodriff); в Канаде — Э. Палмер (Е. Palmer); в Англии — Дж. Стук (J. Stooke); в СССР — И. Л. Заливский, В. П. Орехов, В. А. Грот.
Л. Фрейман работал с L. sulphureum, L. sargentiae, L. ×aurelianense, L. regale и сортом T.A. Хавемейер (Т. A. Havemeyer). Им была получена группа лилий с жёлтой окраской околоцветника Yellow Regal или Royal Gold от гибридов L. ×sulphurgale. История Орлеанских гибридов началась в ботаническом саду Кью, в Англии. Там впервые, в 1897 году был получен гибрид между белоцветковой разновидностью L. leucanthum var. chloraster и л. Генри (L. henryi). Гибрид зацвёл, но позднее погиб.
Во Франции, близ города Орлеанг, Эдуард Дебра (E.Debras) в 1925 году от скрещивания л. Саржента (L. sargentiae) и л. Генри (L. henryi) получил два сеянца, которые назвал L. ×aurelianense, в честь города, который в 15 веке назывался Aurelianense Palatium. Он размножил L. ×aurelianense и разослал его во многие страны Европы и Америки.
В Нью-Джерси американский селекционер Т. С. Барри (T.S.Barry) получил сорт Т. А. Хавемейер (Т. A. Havemeyer) от скрещивания L. sulphureum (л. серно-желтая) с L. henryi.
В 1940 году Ф. Хайгеру (F.Hayer) с помощью эмбриокультуры удалось получить гибриды между L. regale и L. henryi. Полученные гибриды были повторно скрещены с L. regale и дали семена с нормально развитыми зародышами. Все гибриды, полученные от скрещивания видовых Трубчатых лилий с L. henryi, были объединены в группу Орлеанские гибриды (Aurelians hybrids). К. Иерекс (С. Yerex) был первым, кто получил от Дебра L. ×aurelianense. Он проводил обратные скрещивания с L. sargentiae и L. henryi и получил ряд сортов, отличающихся разнообразием окрасок и форм цветков, такие как 'Camelot Trumpen' и 'Pagoda Bell'. Ф. Абби (F. Abbey) начал работу с Трубчатыми лилиями в 1930 году. В своих скрещиваниях он использовал L. ×aurelianense. Его сорта 'Winter Sunset', 1945 и 'Cherry Glow', 1957, являются одними из первых Трубчатых лилий розовой окраски.
В 1934 году Ян де Граф (Y. De Graaff), покупает Орегон Балб Фарм (Oregon Bulb Farm) и начинает заниматься селекцией лилий. Он делает упор на получение линий — стрейнов. В результате работы получены стрейны: Golden Clarion, 1948; Golden Splendor, 1957; Golden Showers, 1962; Copper King, 1959; Pink Perfection, 1950, а также многочисленные сорта. Большой вклад в селекцию Трубчатых гибридов в Oregon Bulb Farm был сделан работой Гарольда Комбера (Harold F. Comber) в 50-60 годах XX века. Г. Комбер определил лучшие родительские комбинации в каждой цветовой группе по оттенкам, скрещивал отобранные клоны и проводил оценку сеянцев.
Большой вклад в создание сортов Трубчатых и Орлеанских гибридов внесли селекционеры Прибалтики. В. П. Орехов занимался скрещиванием Трубчатых гибридов с L. henryi. Им создано около 30 сортов в гибридной группе Латгале (Latgalija Hibridi). Свoe название они получили от местности в Латвии. Эти сорта 'Asune', 'Naiva', 'Crustpils', 'Raiba' отличаются сильным ростом (до 2 м высоты), многоцветковостью соцветий, широкооткрытыми, звездчатыми белыми, абрикосовыми и оранжевыми цветками с тонким ароматом. Они поздно цветут, достаточно зимостойки и устойчивы к болезням. От Трубчатых лилий эти гибриды переняли крупный размер, форму, а также основную окраску цветка и аромат, от лилии Генри — желто-оранжевую горловину цветка с различной интенсивностью окраски и многочисленные выросты — сосочки на долях околоцветника. Ценными качествами этой группы являются своеобразие их внешнего вида, относительно поздние сроки цветения, устойчивость к заболеваниям и погодным условиям, а также способность переносить слабокислые почвы (в отличие от Трубчатых лилий). Они не обладают яркой вызывающей окраской, как многие Азиатские гибриды, или сильнейшим ароматом, как Трубчатые. В этих лилиях сочетаются сдержанность окраски, изысканность формы и нежность аромата.
Селекцией Трубчатых гибридов в настоящее время в Прибалтике занимаются Хильда и Улдис Лауманис (Hilda и Uldis Laumanis), И. Зигвалдис (I. Zigvaldis) и Д. Хёрсбергс (D. Hercbergs). E. Фридрих-сон (Fridrihson E.) создал морозостойкие Трубчатые гибриды, которые выдерживают весенние заморозки до −4 °С.
Больших успехов в гибридизации лилий 6 раздела добились селекционеры СССР: И. Л. Заливский ('Северная Пальмира', 1939), В. А. Грот ('Поэтическая', 'Любимая' и др.), В. Н. Есновская ('Академик Н. И. Вавилов', 1965; 'Советская', 'Академик Зикфельд', 1967 и др.), Е. В. Парманин и З. С. Сапожникова ('Ирина', 1968; 'Золушка', 'Солистка Балета', 'Купава'), Н. А. Мирошниченко ('Валентина Терешкова', 'Юрий Гагарин'), В. К. Негробов ('Полтавчанка', 1964; 'Пеликан', 1964), В. П. Ерёмин ('Воспоминание', 1966; 'Ипполит Заливский', 1959; 'Жар Птица', 1960). Среди них сорта с кремовой, лимонно-желтой, ярко-желтой, розовой и сиреневой окраской цветков.
Во ВНИИ садоводства им. И. В. Мичурина М. Ф. Киреевой, Н. Г. Коршиковой и Н. В. Ивановой, в результате селекционной работы, направленной на повышение зимостойкости и улучшение аромата созданы сорта, 6 из которых внесены в Государственный реестр ('Белая Ночь', 1989; 'Солнечная Долина', 1989; 'Звезда Ахматовой', 1989; 'Евгения', 1990; 'Арома-3', 1990; 'Галатея', 1991).
В настоящее время селекцией Трубчатых гибридов занимаются во многих странах: в США, Нидерландах, Германии, Австралии, Новой Зеландии, Польше, Латвии и удалось добиться серьёзных результатов.

## Онтогенез
Развитие трубчатых лилий имеет ряд отличительных особенностей. Почка, из которой формируется новый цветоносный побег, закладывается в мае, за год до цветения. Она расположена в центре луковицы, под защитой чешуи. В период с мая до августа в почке формируются молодые луковичные чешуи. Вслед за ними закладывается цветоносный побег. С августа до ноября на нём появляются зачатки будущих стеблевых листьев. Они начнут вегетировать с весны следующего года. В донце луковицы с осени формируются новые корни.
На следующий год, весной, в конце апреля — в мае, начинается активный рост цветоносного побега, и вскоре он появляется над поверхностью почвы. Одновременно проходит активный рост корневой системы — корней луковицы и корней в основании цветоносного побега. В отличие от Азиатских Гибридов, формирование цветков у трубчатых лилий проходит не в луковице, а вне её, на верхушке вегетирующего цветоносного побега. В июне появляются бутоны, а во второй половине июля трубчатые лилии цветут. После цветения в луковице активно идет накопление питательных веществ в молодых луковичных чешуях и рост корней, а старые наружные чешуи постепенно истощаются и отмирают. Этот процесс возобновления проходит у растения ежегодно в течение всей его жизни.
Таким образом, весенние и летние месяцы являются наиболее ответственными в жизни трубчатых лилий. Именно в это время проходит формирование цветков текущего года, заложение почки будущего года, формирование молодой луковицы. Влияние неблагоприятных факторов в этот период (заморозки, резкие колебания температуры, избыточная влажность или её отсутствие) может привести к нарушениям в цикле развития растений и особенно отразиться на формировании цветков, а также к появлению недоразвитых или уродливых. Возможна и гибель меристематической ткани, в результате чего цветки вообще не формируются.

## Агротехника
Местоположение: солнечные и защищенные от ветра участки. Почва хорошо дренированная, водопроницаемая, рыхлая и питательная. При повышенной кислотности необходимо известкование, внесение негашеной извести, мела или древесной золы.
Посадку и пересадку луковиц проводят в конце лета — осенью, в зависимости от погодных условий и с тем расчетом, чтобы луковицы укоренились до морозов. Для профилактики болезней луковицы рекомендуется обрабатывать тёмно-розовым раствором марганцовокислого калия или фунгицидами.
Глубина посадки зависит от механического состава почвы (на легких почвах глубже, чем на тяжёлых) и от размеров луковиц. Обычно она составляет 3—3,5 высоты луковицы. Это позволяет успешно развиваться стеблевым корням и защищает луковицу в зимнее время. Трубчатые лилии недостаточно зимостойки, поэтому в зимнее время после подмерзания верхнего слоя почвы участок дополнительно укрывают листом или лапником. Весной укрытие снимают, осторожно рыхлят поверхностный слой почвы и проводят первую подкормку, в состав которой преимущественно входят азотные удобрения. В начале вегетации молодые побеги трубчатых лилий необходимо тщательно защищать от заморозков. В этот период на верхушках побегов проходит формирование цветков и неблагоприятные условия могут нарушить этот процесс. В период вегетации уход за растениями заключается в удалении сорняков, регулярном поливе, подкормках и защите от болезней и вредителей.
Вторую подкормку проводят в период бутонизации, за 2—3 недели до цветения, фосфорными удобрениями, а третью — после цветения, внося калийные удобрения.
Трубчатые лилии и их гибриды хорошо размножаются семенами. Посев семян проводят для получения массового материала или для получения новых сортов. Однако нужно помнить, что при размножении семенами гибридных лилий чистота сорта не сохраняется.
Семена высевают в посевные ящики в феврале — марте и содержат при 18—20 °С, регулярно поливая до появления всходов. Семена всходят через 15—20 дней, при этом появляется зелёная ланцетная семядоля. После появления всходов температуру снижают до 8—12 °С. Весной, когда почва достаточно прогреется, сеянцы высаживают в открытый грунт. Семена трубчатых лилий можно высевать весной непосредственно в открытый грунт, сохраняя их до посева при 6—8 °С. Первое цветение трубчатых лилий наблюдается обычно на второй — третий год после посева семян.